# Антитерористична операція
Антитерористи́чна опера́ція, АТО́ (англ. Antiterrorist operation) — система заходів, спрямованих на попередження, запобігання та припинення злочинних діянь, здійснюваних з терористичною метою, звільнення заручників, знешкодження терористів, мінімізацію наслідків терористичного акту чи іншого злочину, здійснюваного з терористичною метою.

## В Україні
Активну участь в міжнародних антитерористичних операціях, як на суші, так і на морі, бере Україна.
Для організації і проведення антитерористичних операцій та координації діяльності суб'єктів, які ведуть боротьбу з тероризмом чи залучаються до антитерористичних операцій, згідно з Указом Президента України 11 грудня 1998 року створено Антитерористичний центр при Службі безпеки України.